# Високе-Мазовецьке
Висо́ке-Мазове́цьке (пол. Wysokie Mazowieckie) — місто в східній Польщі, Підляське воєводство, Високомазовецький повіт. Адміністративний центр повіту. Розташоване на річці Брок. Відоме як село Високе з початку ХІІІ ст. У XV ст. стало королівським містечком. Отримало міське самоврядування за магдебурзьким правом 1503 р., проте згодом перетворене на приватне містом. Один із міських центрів Дорогочинської землі й Підляшшя. Знищене у XVII ст. в ході Шведського потопу. Після поділу Польщі в 1795 р. відійшло до Російської імперії, було перейменоване на Мазовецьк. Під час Другої світової війни входило до складу Білоруської РСР (1939—1939) та Німецької держави (1941—1945). Найстаріша будівля — парафіяльна церква Івана Хрестителя і всіх святих, один із центральних католицьких храмів Підляшшя.

## Назва
- Високе-Мазовецьке (пол. Wysokie Mazowieckie; лит. Mazovijos Vysokis; біл. Высокае Мазавецкае) — сучасна назва.
- Високе (пол. Wysokie) — первісна назва.
- Мазовецьк (рос. Мазовецк, пол. Mazowieck) — назва у 1886[3]—1918 рр. У деяких джерелах помилково — Мазовець.

## Географія
Високе-Мазовецьке розташоване на березі річки Брок.

## Історія
- Високе-Мазовецьке — давнє поселення Дорогочинської землі в долині річки Брок[3]. Її населення складали вихідці з Мазовії та західних земель польських князівств династії П'ястів[3]. Центром долини було місто Сьвенцьк, за 6 верст від Високого, де на початку ХІІІ ст. була збудована церква і, ймовірно, ринок-торжок[3]. Вперше Високе згадується у документі мазовецького князя Конрада від 1203 року, у якому перелічені села, прилеглі до округи міста Сьвенцька[3].
- В документі 1239 р. який зберігається в Полоцькому дієцезіальному музеї, який відноситься до каштелянії в Сьвенцку, згадується поселення Високе (Vysoke). Назва має топографічне походження та пов’язана з рельєфом місцевості. Це перше поселення було розміщено на правому боці річки Брок на височині, яка на цій території близько 150 м н.р.м. Це було поселення що належало до мазовецької (польської) Сьвенцькій каштелянії, центром якої було городище в Сьвенцьку-Струмянах. Це первинне поселення Високе загинуло в XIII-XIV ст.[4]
- В бібліотеці ПАН в Кракові зберігся „Notat” о. Зигмунта Козицького, завдяки якому початок нового поселення Високого вдається датувати 1464 р., коли це поселення було у володінні Niekrasza[4]. У XV ст., внаслідок занепаду Сьвенцька, зросло значення Високого, що перетворилося на королівське містечко, «закладене» польським королем і великим князем литовським Казимиром IV[3]. 1469 року тут було зведено парафіяльну католицьку церкву[3]. Містечко перебувало під владою великокняжого намісника в Дорогочині. Волость Високе (суч. Високе-Мазовецьке) з селами Осипи, Пожеги та Брики була найбльш висунотою на захід зоною проживання русинів. У Високому також була церква[5].
- 1503 року, у Вільні, польський король і великий князь литовський  Олександр І надав Високому привілей на магдебурзьке право[3]. Він підтвердив старі звичаї міста і дозволив міщанам варити пиво, що було привілеєм дорогочинського війта і намісника. Високе звільнялося від суду і податків намісника, отримувало власний суд війта і райців, мусило сплачувати чинш на користь короля[3].
- У середині XVI ст. державна влада перетворила Високе на приватне місто, яке відтоді декілька разів міняло власників[3]. Під час Шведського потопу воно нищилося пожежами і занепало[3]. У Високому (Мазовецькому) знаходився «Руський ринок», на якому стояла церква[5].
- 1775 року, коли дідичем Високого був Ян Потоцький, місто мало 123 будинки, які сплачували подимне[3]. Двома роками раніше Потоцький збудував нову парафіальну дерев'яну католицьку церкву на місці спаленої (сучасна церква Івана Хрестителя і всіх святих)[3].
- 1780 року володарем Високого став кавалерійський поручник Анжей Пйотровський, дворянин короля Станіслава-Августа[3]. На його прохання король надав місту право проводити 4 ярмарки[3]. Наступною володаркою Високого була Анела Угорська, коритницька старостиня[3].
- 1874 року в місті було вперше прокладено бруковані вулиці замість земляних[3]. Наступного року через Високе проклали дорогу зі станцією в Шепетово, що сполучала Варшаву і Петербург, а також провели лінію телеграфу[3]. 1877 року місто освітили нафтовими ліхтарями[3]. Між 1875 і 1878 роками парафіяльна церква була замінена кам'яним храмом у стилі класицизму.
- У 2-й половині ХІХ ст. Мазовецьк був центром Мазовецького повіту Ломжинської губернії Російської імперії[3]. Тут розташовувався повітовий уряд, римо-католицька і греко-католицька церкви, дві синагоги, початкова школа[3]. У місті мешкало близько 3 тисячі душ[3].
- На початку Другої світової війни, 10 вересня 1939 року, Високе-Мазовецьке без опору захопили німецькі війська. Згідно з німецько-радянськими домовленостями місто передали москалям, які включили його до складу Білоруської РСР. Проте вже 22 червня 1941 року, на початку німецько-радянської війни, німці визволили Високе-Мазовецьке від московської влади й розпочали політику терору проти місцевого населення. В часі війни окупанти стратили 3892 особи польської та інших національностей, а також винищили 2-тисячну єврейську громаду міста, з якої уціліло тільки кільканадцять осіб.

## Населення

Етнічна карта Підляшшя, 1875 р.

Демографічна структура станом на 31 березня 2011 року:
|          | Загалом | Допрацездатний вік | Працездатний вік | Постпрацездатний вік |
| -------- | ------- | ------------------ | ---------------- | -------------------- |
| Чоловіки | 4596    | 983                | 3200             | 413                  |
| Жінки    | 4920    | 890                | 3083             | 947                  |
| Разом    | 9516    | 1873               | 6283             | 1360                 |

## Храми
- Костел Івана Хрестителя і всіх святих — римо-католицький храм XV ст., перебудований у 1875-1878 рр. Отримував привілеї від королів і пап у 1496, 1646, 1720, 1769, 1773, 1779 і 1856 рр[3]. Називався у документах «Підляською церквою-матір'ю»[3].
- Костел Петра і Павла — римо-ккатолицький храм ХХ ст.
- Костел Різдва Богородиці — римо-католицький храм, колишня православна і греко-католицька церква XVI ст.  Початково на місці сучасного храму знаходилася православна церква, яка була забезпечена вистроєм 1553 р. самим королем Сигізмундом Августом. Знаходилася посередині церковного цвинтаря. 1596 р. стала уніатською. 1798 р. на місці дерев’яної збудовано пізньобарокову муровану церкву на місці попередньої – дерев’яної. Після ліквідації унії в Російській Імперії в 1875 р., церква стала знову православною. В 1896 р. до існуючої церкви додано прямокутну наву з дзвіницею. Це була церква св. Косьми та Дем’яна. Під час Першої світової війни у церкві було влаштовано магазин збіжжя, а після війни склад пожежного інвентаря. В 1928 р. здійснено ремонт храму, який є найстарішою мурованою спорудою в місті. Церква передана римо-католицькій церкві, де вона служить філіальним костелом Різдва Пресвятої Богородиці.

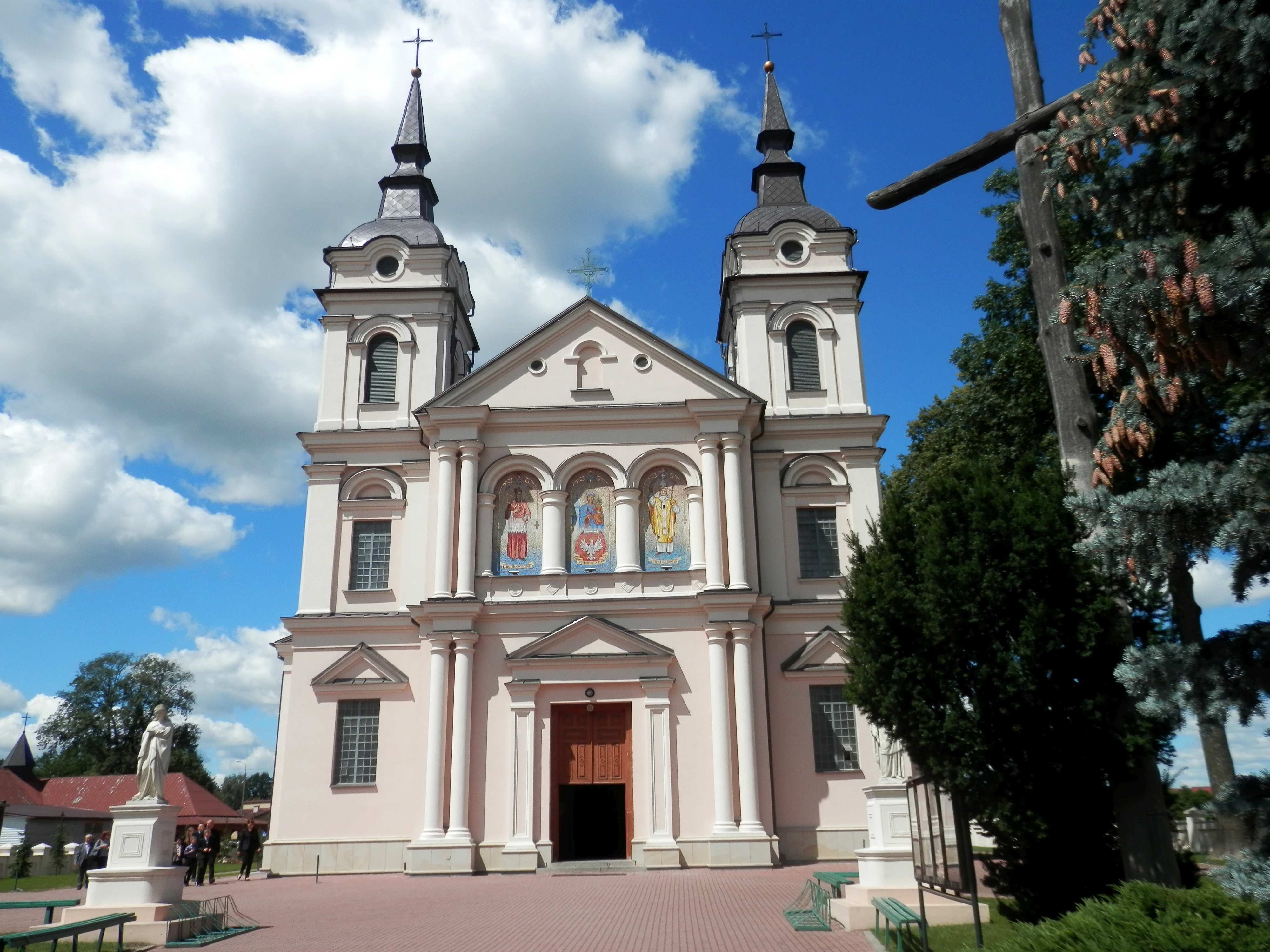
Івана Хрестителя
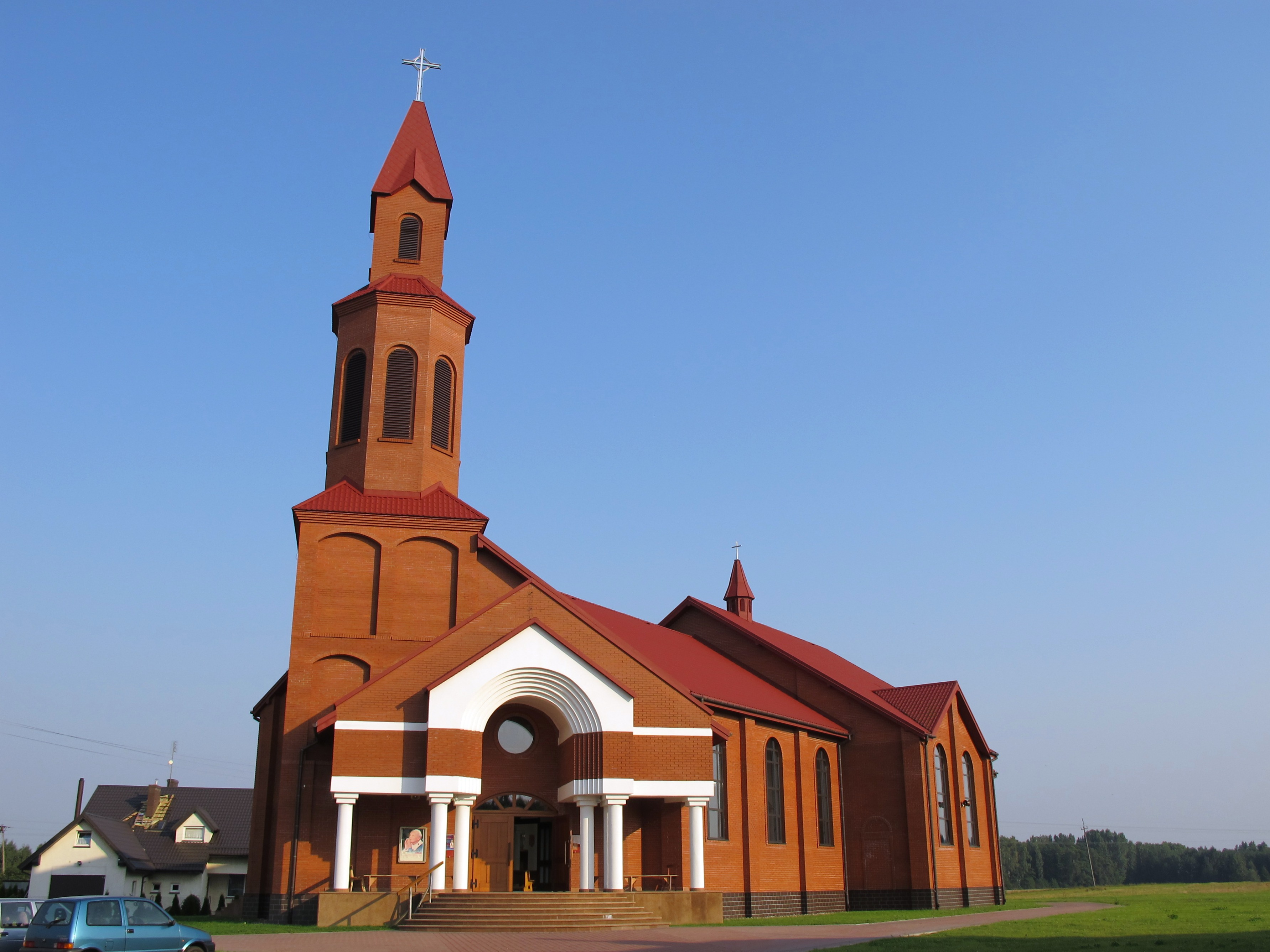
Петра і Павла
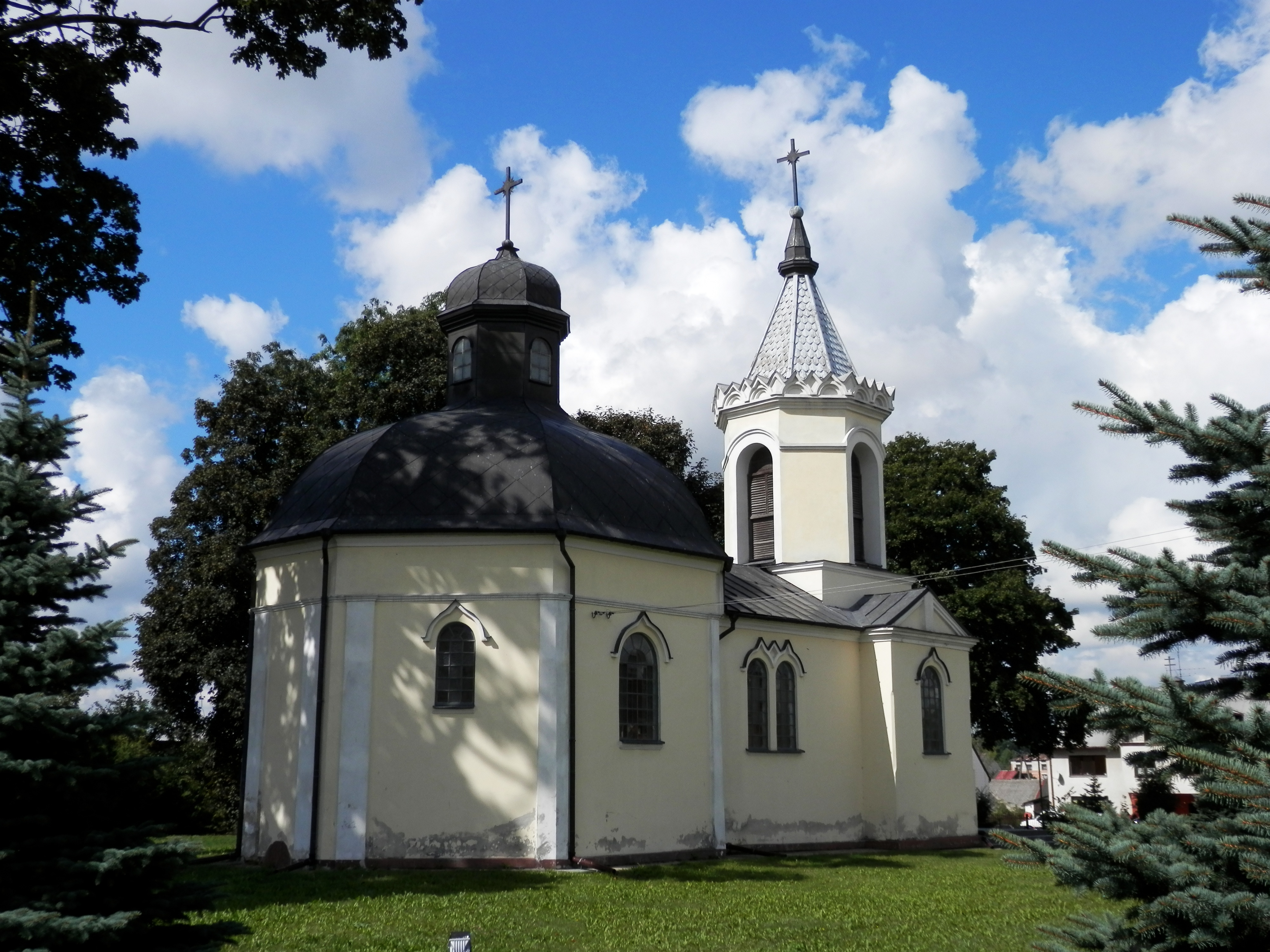
Різдва Богородиці

## Міста-побратими
Алпіарса